# لوئیجی تارانتینو
لوئیجی تارانتینو (انگلیسی: Luigi Tarantino؛ زادهٔ ۱۰ نوامبر ۱۹۷۲) شمشیرباز اهل ایتالیا است.